# Municipio de Fullerton
El municipio de Fullerton (en inglés: Fullerton Township) es un municipio ubicado en el condado de Nance en el estado estadounidense de Nebraska. En el año 2010 tenía una población de 150 habitantes y una densidad poblacional de 2 personas por km².

## Geografía
El municipio de Fullerton se encuentra ubicado en las coordenadas 41°22′40″N 98°0′26″O / 41.37778, -98.00722. Según la Oficina del Censo de los Estados Unidos, el municipio tiene una superficie total de 74.92 km², de la cual 72,34 km² corresponden a tierra firme y (3,44 %) 2,58 km² es agua.

## Demografía
Según el censo de 2010, había 150 personas residiendo en el municipio de Fullerton. La densidad de población era de 2 hab./km². De los 150 habitantes, el municipio de Fullerton estaba compuesto por el 97,33 % blancos, el 1,33 % eran de otras razas y el 1,33 % eran de una mezcla de razas. Del total de la población el 4,67 % eran hispanos o latinos de cualquier raza.